# Vitor (Name)
Vitor oder Vítor ist eine portugiesische und galicische Variante des Namens Viktor und bedeutet „Sieger“.

## Bekannte Namensträger

### Vorname
- Vítor Baptista (1948–1999), portugiesischer Fußballspieler
- Vitor Baptista (* 1998), brasilianischer Automobilrennfahrer
- Vitor Belfort (* 1977), brasilianischer MMA-Kämpfer, der in Japan und den Vereinigten Staaten antritt
- Vitor Bueno (* 1994), brasilianischer Fußballspieler
- Vitor Gonçalves Felipe (* 1991), brasilianischer Beachvolleyballspieler
- Vítor Rodrigues (* 1986), portugiesischer Radrennfahrer
- Vitor Roque (* 2005), brasilianischer Fußballspieler
- Vitor Hugo dos Santos (* 1996), brasilianischer Leichtathlet

### Nachname
- Zé Vitor (* 1982), portugiesischer Fußballspieler
- Miguel Vítor (* 1989), portugiesischer Fußballspieler